# الخريبة (يريم)

تعديل مصدري - تعديل

الخريبة محلة تابعة لقرية بيت هديان، التابعة لعزلة ارياب بمديرية يريم إحدى مديريات محافظة إب في الجمهورية اليمنية.، بلغ تعداد سكانها 56 حسب تعداد اليمن لعام 2004.